# Baldratia halogetonis
Baldratia halogetonis är en tvåvingeart som beskrevs av Möhn 1969. Baldratia halogetonis ingår i släktet Baldratia och familjen gallmyggor.
Artens utbredningsområde är Egypten. Inga underarter finns listade i Catalogue of Life.